# Rivière Chauvreulx
La rivière Chauvreulx est un affluent de la rive sud de la rivière Kanaaupscow. La rivière Chauvreulx coule dans la municipalité de Eeyou Istchee Baie-James, dans la région administrative du Nord-du-Québec, au Québec, au Canada.

## Géographie
Les bassins versants voisins de la rivière Chauvreulx sont :
- côté nord : rivière Kanaaupscow, lac Mistaschakw ;
- côté est : lac des Œufs ;
- côté sud : réservoir Robert-Bourassa, lac de la Montagne du Pin, lac Kawinawasich ;
- côté ouest : lac Patukami.

La rivière Chauvreulx prend sa source d'un tout petit lac sans nom (altitude : 403 m), situé au sud-ouest du lac Chuly (altitude : 409 m), à l'ouest du lac des Œufs (altitude : 427 m), au nord du réservoir Laforge 1 et au sud de la rivière Kanaaupscow.
La rivière Chauvreulx coule généralement vers l'ouest en traversant plusieurs plans d'eau, en recueillant l'eau des ruisseaux environnants et des décharges de lacs notamment celle du lac Kawinawasich (venant du sud) et du lac Yatisakus (venant du sud). Dans son cours vers l'ouest, la rivière passe au sud du lac Mistaschakw. Son cours total est d'environ 175 km.
L'embouchure de la rivière Chauvreulx est situé à 8,1 km (en ligne directe) du lac Awapusinakusich et à 34,4 km de l'embouchure de la rivière Kanaaupscow.

## Toponymie
Cet hydronyme est en usage depuis 1963. Il évoque l'œuvre de vie de Claude-Jean-Baptiste Chauvreulx (vers 1706-vers 1760), prêtre, sulpicien et missionnaire originaire d'Orléans. En 1730, Chauvreulx est ordonné prêtre par monseigneur Dosquet, évêque coadjuteur de Québec. Chauvreulx est d'abord assigné à la paroisse de Notre-Dame de Montréal. Il retourne ensuite en France en 1732, puis accepte de revenir en Acadie en 1735. Il devient alors le premier curé résident de la paroisse de Pisiquid (aujourd'hui Windsor) en Nouvelle-Écosse. En 1749, seul prêtre du bassin des Mines, il s'installe à Saint-Charles-de-Grand-Pré. En 1755, peu avant la déportation des Acadiens, les Anglais le font prisonnier et le conduisent à Halifax (Nouvelle-Écosse), puis à Portsmouth. De là, il passe à Saint-Malo pour finir ses jours à Orléans, auprès de sa famille. Les Cris nomment ce cours d'eau sous l'appellation « Amamustikwayach », signifiant "rivières qui coulent parallèlement".
Le toponyme rivière Chauvreulx a été officialisé le 5 décembre 1968 à la Banque des noms de lieux de la Commission de toponymie du Québec.